# Музей Збройних Сил Іспанії
Музей Збройних сил Іспанії, розташований в місті Толедо, є результатом злиття кількох військових музеїв протягом  XIX початку XX століть. Функціональне ядро музею складається з секцій Артилерія та Інженерні війська.
Згідно з Королівським Указом 1305/2009, за яким створювалась Мережа музеїв Іспанії, музей Збройних Сил є одним з Національних музеїв, з підпорядкуванням Міністерству Оборони країни.

## Історія

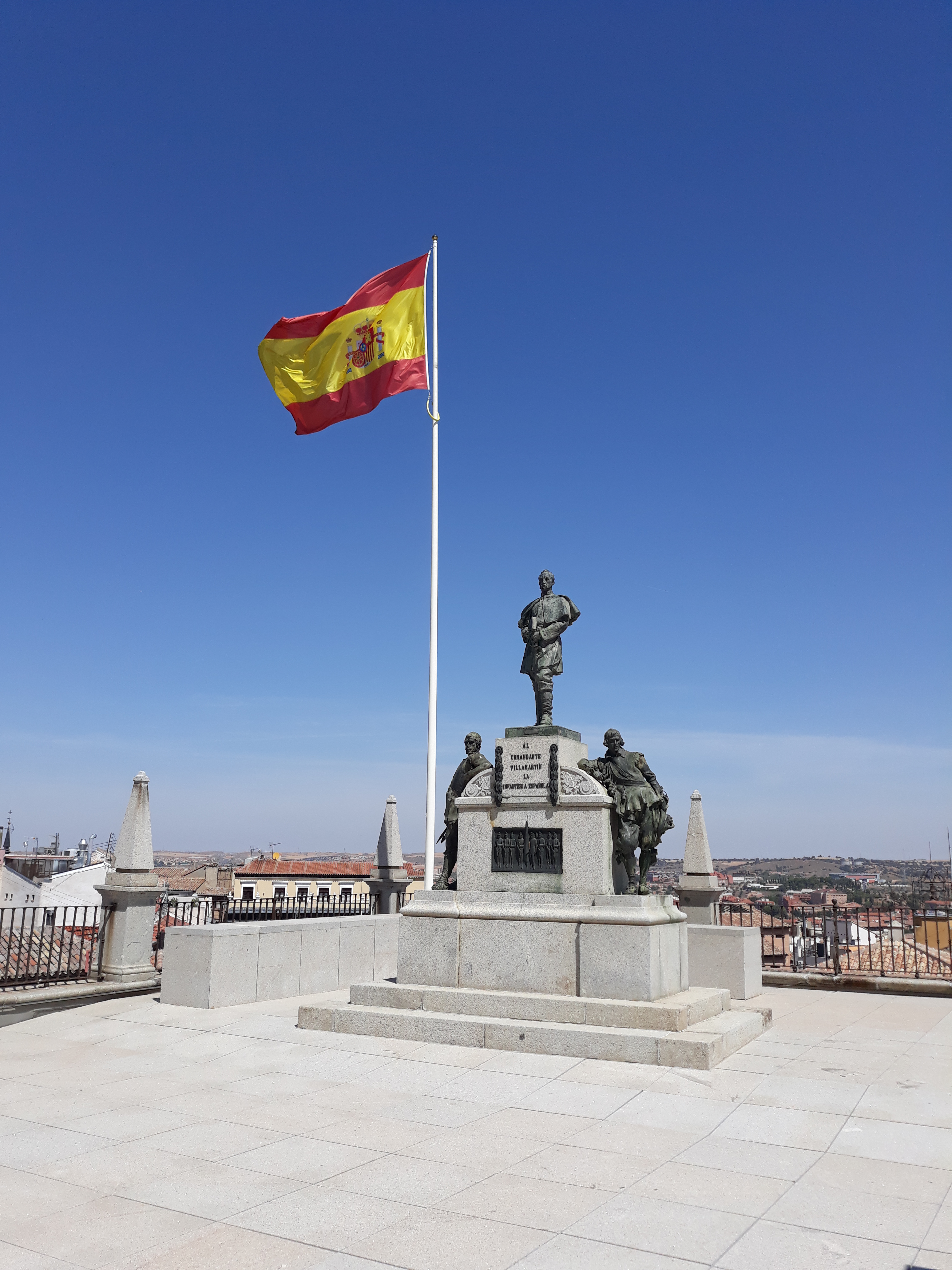
Пам'ятник Вілламартіну на території музею

У 1803 на прохання Державного секретаря та Міністра іноземних справ  Мануеля Годоя, в Мадриді створюється Королівський Військовий Музей. Необхідність музею відповідала тогочасним інтересам у збереженні об'єктів військової історії. Колекції музею використовувались як навчальні експонати для військових академій.
У 1827 Королівський військовий музей розділяється на музей Артилерії та музей Інженерних військ. В останній третині XIX ст починається створення нових військових музеїв. Так виникає музей Комендатури (1885), музей Кавалерії (1889) та музей Піхоти (1908). 
У 1929 висувається ідея об'єднання всіх існуючих військових музеїв країни.
З 2010 Музей Збройних сил розміщено в Алькасарі Толедо.